# Teletoon
Teletoon (av "television" + "cartoon") är en engelskspråkig TV-kanal ägd av Corus Entertainment, som främst sänder tecknade filmer och TV-serier om dagarna. På sena kvällar och nätter sänder man program riktade till äldre tonåringar samt vuxna. Kanalen använder sig av två olika tidsscheman, ett för västra Kanada och ett för östra. Tillsammans med sin franskspråkiga motsvarighet kunde kanalen i november 2013 ses i över 7,3 miljoner kanadensiska hem.

### Fotnoter
1. ↑  ”Teleton Canada Inc. | Teletoon Canada's Comedy-Filled Lineup Delivers Warm Laughter this Winter” (på engelska). Newswire.cas. 27 november 2013. http://www.newswire.ca/en/story/1269457/teletoon-canada-s-comedy-filled-lineup-delivers-warm-laughter-this-winter. Läst 5 maj 2015.